# Nikola Petković (futbolista, nacido en 2003)
Nikola Petković (en serbio: Никола Петковић; Zrenjanin, Serbia y Montenegro, 23 de febrero de 2003) es un futbolista serbio. Juega de centrocampista y su equipo es el Charlotte FC de la Major League Soccer. Es internacional absoluto por la selección de Serbia desde 2023.

## Trayectoria
Petković comenzó su carrera en 2021 en el FK Čukarički.
El 16 de febrero de 2023 fue transferido al Crown Legacy FC estadounidense, y al año siguiente al primer equipo, el Charlotte FC.

## Selección nacional
Fue internacional juvenil por Serbia.
Debutó con la selección de Serbia el 25 de enero de 2023 ante Estados Unidos en un amistoso.

## Estadísticas
Actualizado al último partido disputado en la temporada 2024.
| Club                        | Div.          | Temporada     | Liga  | Liga  | Copas nacionales | Copas nacionales | Copas internacionales | Copas internacionales | Total | Total |
| Club                        | Div.          | Temporada     | Part. | Goles | Part.            | Goles            | Part.                 | Goles                 | Part. | Goles |
| --------------------------- | ------------- | ------------- | ----- | ----- | ---------------- | ---------------- | --------------------- | --------------------- | ----- | ----- |
| F. K. Čukarički Serbia      | 1.ª           | 2020-21       | 1     | 0     | 0                | 0                | —                     | —                     | 1     | 0     |
| F. K. Čukarički Serbia      | 1.ª           | 2022-23       | 16    | 0     | 1                | 0                | 1                     | 0                     | 18    | 0     |
| F. K. Čukarički Serbia      | Total club    | Total club    | 17    | 0     | 1                | 0                | 1                     | 0                     | 19    | 0     |
| Crown Legacy Estados Unidos | 3.ª           | 2023          | 13    | 3     | —                | —                | —                     | —                     | 13    | 3     |
| Crown Legacy Estados Unidos | 3.ª           | 2024          | 2     | 0     | —                | —                | —                     | —                     | 2     | 0     |
| Crown Legacy Estados Unidos | Total club    | Total club    | 15    | 3     | 0                | 0                | 0                     | 0                     | 15    | 3     |
| Charlotte FC Estados Unidos | 1.ª           | 2024          | 14    | 1     | —                | —                | 2                     | 0                     | 16    | 1     |
| Charlotte FC Estados Unidos | Total club    | Total club    | 14    | 1     | 0                | 0                | 2                     | 0                     | 16    | 1     |
| Total carrera               | Total carrera | Total carrera | 46    | 4     | 1                | 0                | 3                     | 0                     | 50    | 4     |